# Otoyol 2
La Otoyol 2 (in sigla O-2) è un'autostrada turca. Essa si snoda all'interno di Istanbul, partendo da Bakırköy, nella parte europea, fino ad arrivare a Kozyatağı, in quella asiatica, per un totale di 38 km.

## Percorso
|      |                                                             |        |                |  |  |
| Tipo | Indicazione                                                 | Uscita | Strada europea |  |  |
|      | Mahmutbey Doğu                                              | K19    |                |  |  |
|      | Tekstilkent                                                 |        |                |  |  |
|      | Metris                                                      | K1     |                |  |  |
|      | Gaziosmanpaşa                                               | K2     |                |  |  |
|      | Area di parcheggio (solo carreggiata est)                   |        |                |  |  |
|      | Kemerburgaz                                                 | K3     |                |  |  |
|      | Hasdal                                                      | K4     |                |  |  |
|      | Harp Akademileri                                            | K5     |                |  |  |
|      | Levent 1 (solo carreggiata ovest)                           | K6     |                |  |  |
|      | Cengiz Topel Caddesi (solo carreggiata est)                 |        |                |  |  |
|      | Barriera Fatih Sultan Mehmet Köprüsü (solo carreggiata est) |        |                |  |  |
|      | Baltalimanı (solo carreggiata ovest)                        |        |                |  |  |
|      | Kavacık                                                     | K7     |                |  |  |
|      | Area di parcheggio (solo carreggiata ovest)                 |        |                |  |  |
|      | Ümraniye                                                    | K8     |                |  |  |
|      | Anadolu Otoyolu                                             | K9     |                |  |  |
|      | Kozyatağı                                                   | K10    |                |  |  |